# Raad van de Duitse Cultuurgemeenschap (samenstelling 1978-1981)
Dit is de samenstelling van de Raad van de Duitse Cultuurgemeenschap voor de legislatuurperiode 1978-1981. De Cultuurraad telt 25 rechtstreeks gekozen leden. Bovendien zijn er ook leden met raadgevende stem: zij mogen vergaderingen bijwonen, maar mogen niet deelnemen aan stemmingen of initiatieven nemen. Dit is een onbepaald aantal en kan dus per legislatuur variëren. Deze leden met raadgevende stem zijn de Duitstalige provincieraadsleden van de provincie Luik en Duitstalige leden van de Kamer en de Senaat.
Deze legislatuur volgde uit de Duitstalige Gemeenschapsraadverkiezingen van 17 december 1978 en ging van start op 18 januari 1979. De legislatuur liep ten einde op 2 juli 1981.

## Samenstelling
| Fractie | Fractie | Zetels |
| ------- | ------- | ------ |
|         | CSP     | 11     |
|         | PDB     | 7      |
|         | PFF     | 4      |
|         | SP      | 3      |

## Lijst van de parlementsleden
| Volksvertegenwoordiger | Partij | Opmerkingen |
| ---------------------- | ------ | --- |
| Manfred Betsch         | CSP    | Voorzitter van de CSP-fractie. |
| Joseph Bindels         | CSP    | Ondervoorzitter. |
| Hubert Cremer          | CSP    | Voorzitter van de commissie Opleiding, Volksontwikkeling, Bibliotheken, Muziek en Musea. |
| Jakob Jodocy           | CSP    | Vervangt vanaf 19 maart 1979 Willy Schyns, die voltijds lid van de Kamer van volksvertegenwoordigers wordt.                                                                                          |
| Albert Gehlen          | CSP    | Parlementsvoorzitter en voorzitter van de commissie Reglement, Petities, Financiën en Boekhouding en de commissie Samenwerking.                                                                      |
| Heinz Keutgen          | CSP    | |
| Joseph Maraite         | CSP    | |
| Rolf Lennertz          | CSP    | Vervangt vanaf 16 oktober 1979 Carl Hellebrandt, die schooldirecteur wordt en dit niet wil combineren met het mandaat van parlementslid van de Duitstalige Gemeenschap.                              |
| Manfred Nussbaum       | CSP    | |
| Alfred Lecerf          | CSP    | |
| Raimund Kessler        | CSP    | |
| Nikolaus Giebels       | PDB    | Voorzitter van de commissie Volksgezondheid. |
| Lorenz Paasch          | PDB    | Voorzitter van de PDB-fractie. |
| Gerhard Palm           | PDB    | |
| Rainer Pankert         | PDB    | |
| Wilhelm Pip            | PDB    | Voorzitter van de commissie Openbare Omroep. |
| Helmut Schmitz         | PDB    | |
| Norbert Scholzen       | PDB    | Ondervoorzitter. |
| Bruno Fagnoul          | PFF    | Ondervoorzitter en vanaf 16 oktober 1979 voorzitter van de commissie Onderwijs en Taal. |
| Willy Lamberty         | PFF    | Vervangt vanaf 16 oktober 1979 Bernd Gentges, die voltijds schepen van Eupen wordt. Gentges was tot 25 augustus 1979 voorzitter van de PFF-fractie en voorzitter van de commissie Onderwijs en Taal. |
| Hubert Vanaschen       | PFF    | Vervangt vanaf 18 januari 1979 Alfred Evers, die verkiest om in de Kamer van volksvertegenwoordigers te blijven zetelen.                                                                             |
| Gustav Gallo           | PFF    | Voorzitter van de PFF-fractie vanaf 16 oktober 1979. |
| Walter Mölter          | SP     | Vervangt vanaf 21 oktober 1980 Ferdy Dupont, die wegens drukke beroepsbezigheden ontslag neemt. Dupont was ondervoorzitter tot 21 oktober 1980.                                                      |
| Bernard Eicher         | SP     | Ondervoorzitter vanaf 21 oktober 1980. |
| Ludwig Rompen          | SP     | Voorzitter van de SP-fractie en voorzitter van de commissie Jeugd, Sport, Vrije Tijd en Toerisme. |

## Leden met raadgevende stem
| Naam               | Partij | Opmerkingen |
| ------------------ | ------ | --- |
| Jean-Robert Collas | PFF    | Provincieraadslid van Luik. |
| Félicien Dejozé    | PFF    | Provincieraadslid van Luik. |
| Josef Dries        | PDB    | Provincieraadslid van Luik. |
| Johann Haas        | CSP    | Provincieraadslid van Luik. |
| Jacques Kreusen    | SP     | Provincieraadslid van Luik. |
| Peter Van Neuss    | CSP    | Provincieraadslid van Luik. |
| Albert Daulne      | SP     | Lid van de Belgische Senaat. |
| Willy Schyns       | CSP    | Lid van de Kamer van volksvertegenwoordigers. Zetelt vanaf 19 maart 1979. Eerder zetelde Schyns van 18 januari tot 19 maart 1979 als rechtstreeks gekozen lid. |
| Alfred Evers       | PFF    | Lid van de Kamer van volksvertegenwoordigers. |

## Commissies
Naast de reguliere commissies was er een onderzoekscommissie omtrent het afluisteren van telefoongesprekken in de Raad.